# Ladislav Šubrt
Ladislav Šubrt byl český meziválečný fotbalista, záložník.

## Fotbalová kariéra
V lize hrál za SK Slavia Praha a SK Náchod. V letech 1929–1931 získal se Slavií třikrát mistrovský titul.

## Ligová bilance
| Ročník                      | Zápasy | Góly | Klub            |
| --------------------------- | ------ | ---- | --------------- |
| Středočeská 1. liga 1928/29 | -      | -    | SK Slavia Praha |
| 1. asociační liga 1929/30   | 5      | 0    | SK Slavia Praha |
| 1. asociační liga 1930/31   | 2      | 0    | SK Slavia Praha |
| 1. asociační liga 1931/32   | -      | 0    | SK Náchod       |
| CELKEM                      |        |      |                 |